# Belgrade Pride
Belgrade Pride (serbiska: Парада поноса у Београду) är en årlig pridefestival i Belgrad i Serbien som arrangerats årligen sedan 2014.
Den första prideparaden i Belgrad år 2001 upplöstes efter angrepp av högerextremister och först nio år senare gjordes ett nytt försök. Även denna parad stördes av protester och demonstranter som kastade sten och 
molotovcocktails mot de poliser som följde paraden. Kravallpolisen svarade med tårgas och gummikulor. Mer än 100 personer, främst poliser, skadades och ett 100-tal greps.
Året efter förbjöds paraden eftersom myndigheterna inte kunde garantera säkerheten. Förbudet upphävdes av Serbiens högsta domstol år 2013 och den 28 september 2014 hölls den första prideparaden utan incidenter.
Mellan 2015 och 2019 ökade antalet deltagare i paraden från 2 000 till mer än 3 000. På grund av Covid-19-pandemin ställdes 2020 års parad in och ersattes av digitala evenemang.
Prideveckan 2021 stöddes av flera företag. Programmet bestod förutom av prideparaden med mer än 3 000 deltagare av 40 olika aktiviteter och en välbesökt konsert i 
Manježparken med lokala artister. År 2022 blir Belgrad värd för Europride.